# Краткорочна актива
У рачуноводству, краткорочну активу представља било које средство за које се може очекивати да ће бити продато, потрошено или исцрпљено кроз редовно пословање неке компаније у току текуће фискалне године или циклуса пословања (у зависности од тога шта је дуже). Типична краткорочна актива обухвата готовину, готовинске еквиваленте, краткорочне инвестиције(тржишне хартије од вредности),потраживања, почетне залихе, набавке и део активних временских разраничења, који се понекад називају унапред плаћени трошкови, а који ће бити плаћени у року од годину дана. Једноставним речима, средства која се држе краткорочно се називају обртна средства. Очекује се да ће се ова средства реализовати у готовини или потрошити током редовног циклуса пословања компаније.
У билансу стања, имовина се обично класификује на краткорочну активу и дугорочна средства.
Општи рацио ликвидности се обрачунава тако што се укупна обртна средства поделе са укупним текућим обавезама. Често се користи као показатељ ликвидности компаније и њене способности да измири краткорочне обавезе.
Брзи рацио ликвидности израчунава способност компаније да одмах користи готовину или ликвидна средства како би отплатила или поништила дуг за своје текуће обавезе. Ликвидна средства су она средства која се могу брзо претворити у кеш, ако је потребно.